# Mauerstraße 5 (Quedlinburg)

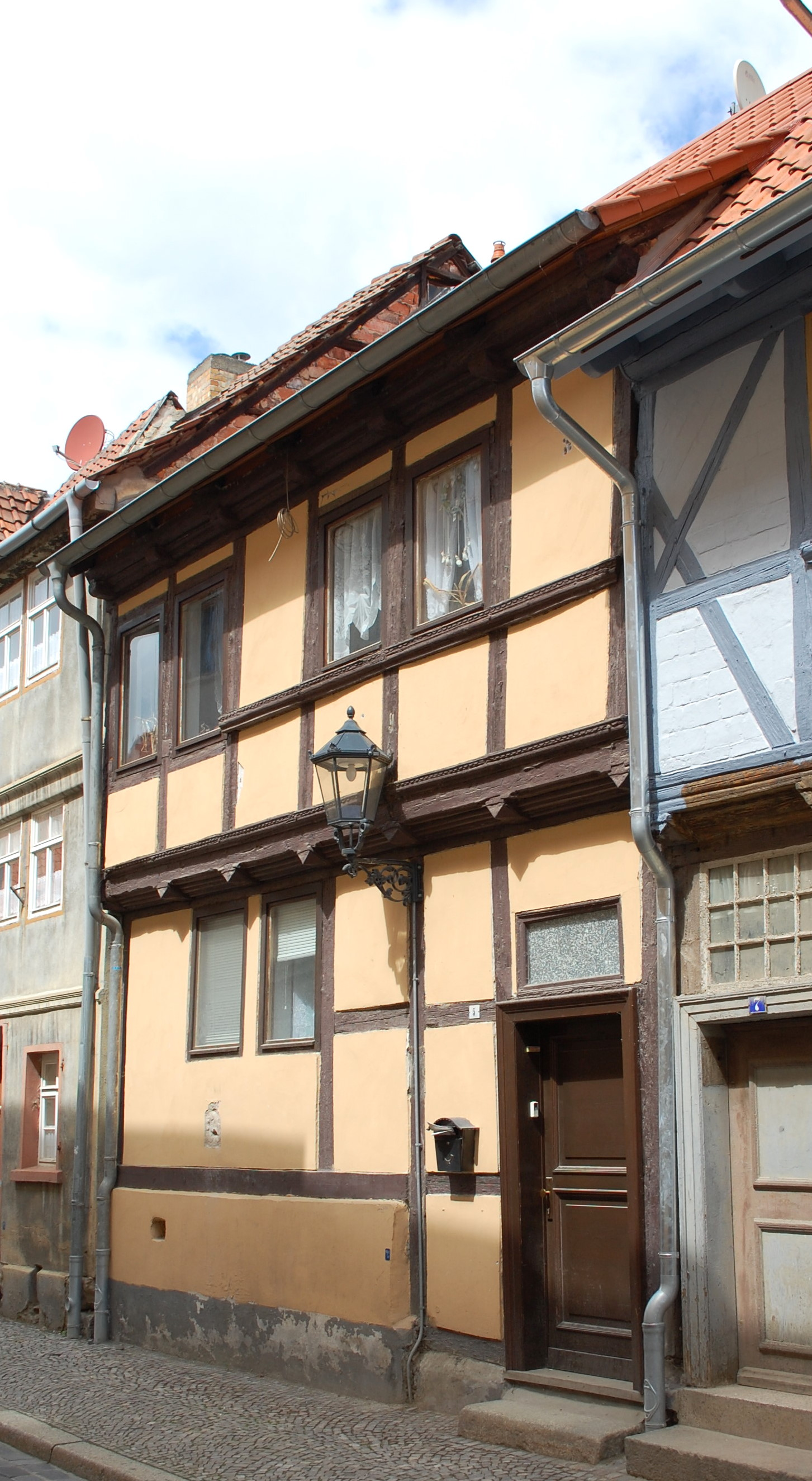
Mauerstraße 5

Das Haus Mauerstraße 5 ist ein denkmalgeschütztes Gebäude in der Stadt Quedlinburg in Sachsen-Anhalt. 

## Lage
Es befindet sich östlich der historischen Quedlinburger Neustadt und gehört zum UNESCO-Weltkulturerbe. Das Gebäude ist im Quedlinburger Denkmalverzeichnis eingetragen. An der Ostseite grenzt das gleichfalls denkmalgeschützte Haus Mauerstraße 7 an.

## Architektur und Geschichte
Das zweigeschossige Fachwerkhaus entstand im Jahr 1700 und soll von einem Inschriftenband geziert werden. Für den Baumeister steht das Signum LZM. Die Fassade des Hauses weist an seiner Stockschwelle und der profilierten Brüstungsbohlen mit Blättchenfriesen eine seltene Zierform auf. Das obere Geschoss kragt über das Untergeschoss über.
Vermutlich jüngeren Datums ist die schlicht gestaltete Haustür.